# Sparebøsse
 Denne artikel omhandler overvejende eller alene danske forhold. Hjælp gerne med at gøre artiklen mere almen.
En sparebøsse er en beholder, der er hul og er beregnet til opbevaring af mønter. Sparebøsser findes i mange forskellige udformninger og materialer; fælles for dem er en revne, hvori mønten kan lægges i beholderen. Nogle kan åbnes enten ved en lås med nøgle eller en anden mekanisme, mens de ældre sparegrise udformet i keramik skulle slås i stykker for at give adgang til pengene. Ordet bøsse kommer fra det græske ord pyxis, som betyder en æske der er lavet af buksbom (pyxos, ordet "boks" har samme oprindelse).

## Sparebøssens oprindelse
Der er gjort adskillige møntfund i Danmark, hvoraf nogle stammer fra vikingetiden, men de ældste bevarede sparebøsser stammer fra 1600-tallet. Den karakteristiske udformning findes allerede i form af kildeblokke. Ved helligkilderne fandtes i førkristen tid offerstokke til offergaver til kilden. I kristen tid fortsattes denne tradition, men med mønter som gaver i stedet for offergaver, og nu blev offerstokken lavet om til en offerblok.
Der er ikke bevaret middelalderlige offerblokke, men der findes skriftlig dokumentation om deres eksistens. Blokken var som regel udformet som en hul aflang trækasse, muligvis jernbeslået, hvor der fandtes en revne til mønter i toppen. Denne form spredte sig til broer, havne eller andre steder. Her var såkaldte fattigblokke til en skærv til de fattige. Mest udbredt blev de såkaldte kirkeblokke, som stadig findes i mange danske kirker. Den store bastante blokform blev i løbet af 1500- og 1600-tallet suppleret med en mindre fattigbøsse eller kirkebøsse, som regel støbt i metal eller lavet af keramik. En senere udvikling var de såkaldte bombebøsser.
De mindre pengebøsser blev også anvendt af gilder og lav til organisationernes penge. Håndværkerlavene havde ofte flere bøsser til brug for både mestrenes og svendenes penge. En af de ældst bevarede pengebøsser er snedkerlavet i Helsingørs lavsbøsse, som stammer fra renæssancen og i dag findes på Nationalmuseet.
Efter Københavns bombardement i 1807, hvor størstedelen af den danske flåde var blevet taget af englænderne, stod pludselig en masse søfolk uden mulighed for at forsørge sig selv. Kommandør Peter Norden Sølling blev i 1817 udnævnt til waterschout, formand for skippernes lav i København, og han fik i 1819 den idé at udskifte den gamle messingbøsse med en ny bombebøsse, lavet af en udhulet 200 pundsbombe sat på et fodstykke. Formålet var at indsamle penge til et sømandshjem, og det blev en stor succes. Allerede 1824 kunne han med penge fra bombebøssen indrette sømandsstiftelsen Bombebøssen på Christianshavn, som endnu eksisterer. Med udviklingen af søminer blev denne idé videreført, og på Gilleleje havn står en minebøsse, lavet af en udhulet sømine.
Tiden efter krigen mod England ledte også til statsbankerot i 1813. I årene herefter var samfundet og økonomien i krise og der var stor pengeknaphed. Interessen for at spare i det små, i familien, samtidig med behovet for at kunne genoprette landets økonomi førte til oprettelsen af lokale sparekasser landet over. Danmarks første sparekasse var Holsteinborg Sparekasse ved Skælskør, der blev oprettet i 1810 efter inspiration fra Tyskland.[kilde mangler]
Formålet med de første sparekasser var at give småsparerne mulighed for en sikker opsparing. De blev ikke drevet med profit for øje, men var med forbillede i andelsbevægelsen opbygget i almennyttigt øjemed og med en demokratisk struktur. I 1829 oprettedes f.eks. Sparekassen for Randers By og Omegn, der i dag hedder Sparekassen Kronjylland og som i sin afdeling i Randers City har et sparebøssemuseum.

## Sparebøssens funktion
Første gang en sparebøsse nævnes i den danske litteratur er i 1590, hvor en helsingørborger ved navn Cornelius Hollænders dødsbo bliver gjort op. Her nævnes en "sparbøsse" i skiftet. I 1622 nævner Poul Jensen Colding i sit latinske ordbogsværk Etymologicum latinum at ordet cadiscus oprindeligt var "et lille Kar, i hvilket man samlede Stemmer", men anvendtes senere om "et lille Kar, i hvilket man samler Skillinger: en Spaerbysze". Udbredelsen af sparebøssen falder sammen med udbredelsen af pengeøkonomien i dansk historie. I en tid uden banker og sparekasser kunne man gemme sine overskydne mønter til senere tider i sin sparebøsse. Sparebøssen kunne også anvendes pædagogisk, idet den blev brugt til at lære børnene at spare op. Når der var penge nok kunne forældrene som i den senere søofficer Peter Schiønnings (1732 – 1813) tilfælde, bruge dem til at få lavet en sølvske med barnets navnetræk på.
Sparebøssen fandtes i alle mulige former og materialer fra en simpel lerbeholder til fint udførte kunstværker af fajance eller messing. I 1850'erne blev den senere vidt anvendte sparegris udviklet.
Sparebøsser blev særligt udbredt efter Sparekasserne begyndte at blive udbredt. I 1902 begyndte Den danske Landmandsbank, Hypothek- og Vekselbank efter udenlandsk forbillede at udlåne hjemmesparebøsser til sine kunder. Banken opbevarede nøglen til sparebøssen, og på bestemte dage ankom en medarbejder til kundens hjem og tømte den. Denne ordning viste sig dog snart at være for omstændelig, og det blev praksis at sparekassen selv overlod det til kunden at bestemme hvornår bøssen skulle tømmes. Med industrialiseringens udbredelse blev det snart så billigt at masseproducere sparebøsser, først i blik og senere i plastic, at sparekasserne gratis kunne tilbyde sparebøsser til sine kunder, og det blev en tradition især at tilbyde det når børnene fik en børneopsparing i sparekassen.

## Sparegris
En sparegris er det traditionelle navn på en sparebøsse, alleroftest udformet som en gris. Det er en opsamlings- og lagringsbeholder for penge og bliver almindeligvis brugt af børn. De fleste er traditionelt lavet af keramik eller porcelæn, selv om det er blevet normalt at lave sparegrisen i plast. Sparegrisen bruges gerne for at forstærke børns forståelse af at spare på pengene, og at bruge dem; penge kan enkelt nok puttes i sparegrisen, men grisen må normalt ødelægges for at få fat i pengene igen, noget som tvinger barnet til at forsvare sin afgørelse.
Sparegrisen har fået sit navn efter det engelske ord Piggy Bank, der oprindeligt stammer fra ordene 'pygg' og 'bank'. Pygg er på gammelt engelsk navnet på en rødlig lerart, som i 1500-tallet brugtes til krukker til opbevaring af penge. At den i dag forestiller en gris skyldes altså udelukkende en omskrivning af ordet.

### Sparegrisens historie i Danmark
I Danmark anvendtes tidligst udtrykket "pengegris", første gang i H.C. Andersens eventyr Pengegrisen fra 1855. I 1857 fik Studenterforeningen i København en stor lersparegris, bestilt af skuespilleren og forfatteren Christian Molt Wengel. Den gik dog i stykker efter 16 år, og en ny måtte bestilles hos billedhuggeren Vilhelm Bissen.

## Spareuret
Spareuret var en sparebøsse kombineret med et ur. Disse ure tilhørte Dansk Spare-Selskab og blev placeret i familier, der var medlemmer af foreningen Spareuret, der også fungerede som forsikringsselskab for ejerne af urene. Uret fungerede på den måde, at det ikke kunne gå, medmindre man hver anden dag puttede en krone i den dertil indrettede sprække. Det skulle tog trækkes op hver dag. En gang om måneden kom sparemanden, åbnede det plomberede ur og kvitterede på familiens sparebevis for den sum, 15 kr., som han tog med til banken. Uret blev dernæst plomberet igen, klar til en ny gang enkroner. 1 kr. var taksten i perioden ca. 1940–50, men da foreningen blev etableret, var taksten kun 10 øre.